# Octavo día
«Octavo día» (укр. «Восьмий день») — п'ятий сингл колумбійської співачки Шакіри з альбому «¿Dónde están los ladrones?», що вийшов 1999 року на лейблі Sony Latin. Пісня вийшла лише як радіо сингл у деяких країнах, але отримала більшу увагу під час туру співачки Tour of the Mongoose.

## Інформація
У пісні описується як на восьмий день Бог вирішив взяти вихідний після створення світу.

## Нагороди
| Рік                | Категорія                     | Назва        | Результат |
| ------------------ | ----------------------------- | ------------ | --------- |
| Latin Grammy Award | Краще вокальне виконання року | «Octavo Día» | Перемога  |